# 闽西游击区
闽西游击区是南方三年游击战争时期中国共产党在闽西地区建立的一个游击区。
1934年11月，国军先后在漳平、平和、上杭、长汀等县集中8个正规师，连同保安团、民团及土匪武装，共10余万人，大举“清剿”闽西苏区。当时留在闽西苏区的红军和游击队有：退守长汀四都山区的中共福建省委、福建军区机关及红19团、红20团4000人；在龙岩、连城、宁洋、漳平交界地带活动的红8团、红9团和明光独立营2200余人；张鼎丞在永定刚组建的游击队；各游击队总人数不超过7000余人，且彼此失去联系，各自为战。
1935年3月，国军第36师和保安团等向长汀四都进攻。由于福建省委、福建军区领导人命令红19团、红20团凭借山地死守，致使4000余人丧失殆尽，最后突围的几十人，又于4月10日在长汀腊口附近的分水垇被敌人重兵包围，全部战死。同月，红9团、红8团与张鼎丞领导的游击队取得联系，先后汇集到永定地区。红8团、红9团在永定会师后，成立闽西军政委员会，张鼎丞任主席，统一领导闽西游击区的党政军工作。红9团进入永定东部后，消灭多处民团，扫清国军的据点，巩固了永定东部游击根据地。红8团则在龙岩地区利用地形，不断袭扰国军第10师，使其疲于应付，停止南进；至此，国军第一期“清剿”结束。不久，陈潭秋、邓子恢、谭震林率领从江西突围的红24师1个营余部到达永定大阜，与张鼎丞部会师。两部共1500余人。4月，张鼎丞主持召开各部队负责人会议，将闽西地区划分为4个作战分区，将闽西军政委员会改组为闽西南军政委员会，张鼎丞为主席，邓子恢、谭震林、郭义为、方方等为委员。同时，国军对闽西游击区发动第二期“清剿”。四个作战分区分头作战，与敌周旋。至1935年底，闽西国军兵力减少到5个师，闽西战事有所缓和。
1936年1月，闽西南军政委员会将闽西红军和游击队改称抗日讨蒋军，第1至第4作战分区所属部队依次改称第1、第5、第3、第7支队，各县游击队改称抗日义勇军。游击队先后在连城贴长、龙岩白土击退国军军团规模的进攻，在龙岩陈东坑、连城大河祠伏击战中歼灭国军第52师1个营，并消灭多股民团，捣毁几个区公所，游击区扩大到南靖、平和、大埔、蕉岭、武平、连城、宁洋等10余个县，新建几块游击根据地。至8月，游击队发展到近2000人，新成立第2、第4两个支队。3月，国军对闽西游击区开展第三期“清剿”。6月，“两广事变”爆发，部分国军被调入广东，“清剿”被迫停止。8月，“两广事变”结束，调入广东的国军返回闽西，开始第四期“清剿”。10月，国军第3师、第92师调离闽西，粤军第157师、第158师进入闽西。11月，以粤军为主，对闽西游击区进行第五期“清剿”。闽西南军政委员会集中4个支队在永定陈东坑和上杭中华山抗击粤军，毙伤粤军200余人，自身也受到一些损失。
1937年初，粤军2个师再次向闽西游击区发起进攻。7月，抗日战争全面爆发，闽西南军政委员会与粤军当局达成停战协议。8月，闽西红军和游击队1200余人改编为闽西抗日义勇军第1支队。。1938年2月，闽西红军和游击队2000余人编入新四军第2支队第3团。